# Paul Taylor (musicista)
Paul Taylor, all'anagrafe Paul Horowitz (San Francisco, 5 giugno 1960), è un chitarrista e tastierista statunitense, noto principalmente per la sua militanza nei Winger.
Nel corso della sua carriera ha collaborato con diversi altri artisti, come Sammy Hagar, Gary Pihl, Eric Martin (in seguito cantante dei Mr. Big), Aldo Nova, Steve Perry, Alice Cooper e Tommy Shaw.
Prima di formare i Winger, Tyalor e Kip Winger suonavano entrambi nella band di Alice Cooper. In quel periodo i due cominciarono a scrivere canzoni assieme e, durante una pausa dal tour, registrarono quello che diventerà il primo demo dei Winger. Il gruppo divenne famoso con gli album Winger e In the Heart of the Young. Taylor scrisse la ballata Miles Away che divenne uno dei singoli di maggior successo dei Winger. Il musicista decise tuttavia di abbandonare la band sul finire del 1991, per via dello stress e per potersi dedicare ad altri progetti. Kip Winger chiese a Taylor di ritornare nel gruppo in occasione della reunion del 2006, ma questi declinò gentilmente l'invito.
Nel 2012 ha suonato le tastiere come turnista durante il tour estivo dei Cinderella, mentre nel 2013 ha fatto alcune apparizioni speciali nei concerti dei Winger.

## Discografia parziale
- Alice Cooper : Raise Your Fist and Yell (1987)
- Winger : Winger (1988)
- Winger : In the Heart of the Young (1990)
- Steve Perry : For the Love of Strange Medicine (1994)